# Fibonacci Quarterly
El Fibonacci Quarterly es una revista científica sobre temas matemáticos relacionados con los números de Fibonacci, que se publica cuatro veces al año. Es la publicación principal de la Asociación Fibonacci, que la pública desde 1963. Sus editores fundadores fueron Verner Emil Hoggatt Jr. y Alfred Brousseau;  el presente editor es el profesor Curtis Cooper del Departamento de Matemáticas de la Universidad de Central Missouri.
El Fibonacci Quarterly tiene un consejo editorial de diecinueve miembros y está supervisado por la junta directiva de nueve miembros de la Asociación Fibonacci. La revista incluye artículos de investigación, artículos expositivos, Problemas y soluciones elementales, Problemas y soluciones avanzadas y anuncios de interés para los miembros de la Asociación Fibonacci. De vez en cuando, la revista publica artículos especiales invitados de distinguidos matemáticos.
Un índice en línea de The Fibonacci Quarterly que cubre los volúmenes 1 a 55 (1963-2017) incluye un índice de títulos, un índice de autores, un índice de problemas elementales, un índice de problemas avanzados, un índice de problemas varios y un índice de palabras clave de referencia rápida. El Fibonacci Quarterly está disponible en línea para los suscriptores; El 31 de diciembre de 2017, los volúmenes en línea iban desde el número actual hasta el volumen 1 (1963).
Muchos artículos en The Fibonacci Quarterly tratan directamente temas que están muy relacionados con los números de Fibonacci, como los números de Lucas, la proporción áurea, las representaciones de Zeckendorf, las formas de Binet, los polinomios de Fibonacci y los polinomios de Chebyshev. Sin embargo, muchos otros temas, especialmente los relacionados con las recurrencias, también están bien representados. Estos incluyen primos, pseudoprimos, coloraciones de gráficos, números de Euler, fracciones continuas, números de Stirling, ternas pitagóricas, teoría de Ramsey, números de Lucas-Bernoulli, residuos cuadráticos, secuencias de recurrencia de orden superior, secuencias de recurrencia no lineales, pruebas combinatorias de identidades de teoría de números, Ecuaciones diofánticas, matrices y determinantes especiales, secuencia de Collatz, funciones criptográficas de clave pública, curvas elípticas, dimensión fractal, funciones hipergeométricas, politopos de Fibonacci, geometría, teoría de grafos, música y arte.